# 舞鶴都市圏
舞鶴都市圏（まいづるとしけん）とは、舞鶴市を中心とした経済地域の総称。舞鶴経済圏とも。
舞鶴市単独の場合と、福井県大飯郡高浜町を含む場合がある。高浜町を含む場合は、都市圏人口は約11万人。人口集中地区（DID）人口は約7万人となっている。
2012年3月に国土交通省近畿地方整備局がまとめた「近畿圏の広域連携に関する調査報告書（都市機能編）」では、周辺市町村との通勤・通学率（5％以上）を踏まえて舞鶴市のみからなる都市圏として設定されている。また、地方都市圏のうち、小都市圏（産業集積型）の類型に分類されている。
都市雇用圏の基準では、京都府の都市圏はこの他にも丹波地区の福知山都市圏、山城地区の京都都市圏があり、府下だけでも3都市圏が存在しているが、同じ京都府山城地区であっても木津川市は大阪都市圏（2002年度～2014年度までは京田辺市も大阪都市圏であった）であるなど、京都府に関係している都市圏は全部で5つとなっている（かつては単独で綾部都市圏や宮津都市圏も存在していたが、現在は前者は福知山都市圏に吸収の上で合併され、後者は都市圏そのものが消滅した）。

## 特徴

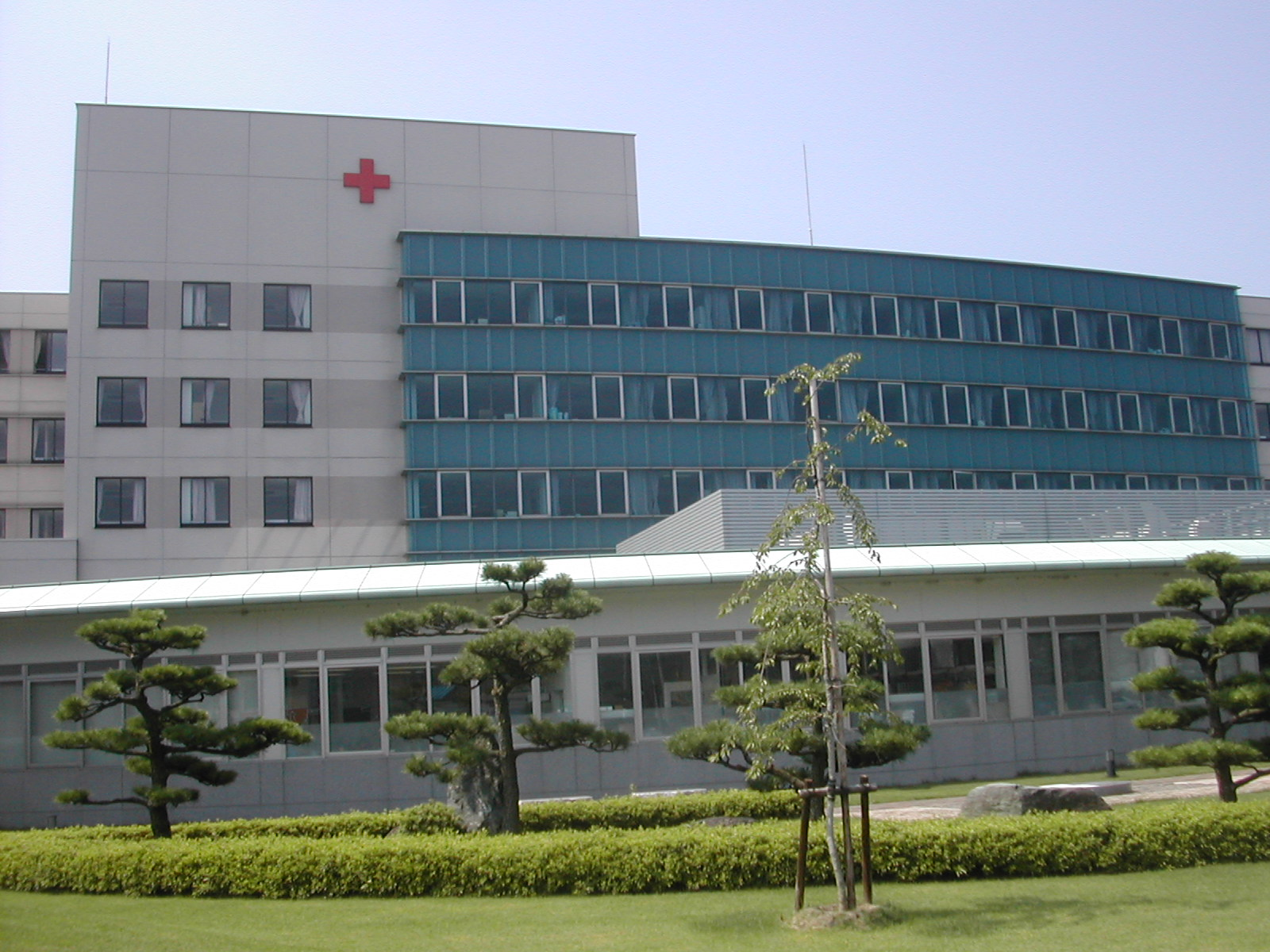
舞鶴赤十字病院

都市圏の中心となるべき舞鶴市は高等学校等の教育機関が国立1校（舞鶴高専）、公立2校、私立1校と少ないため、統計上、昼間人口の吸収率は必ずしも高くないが、京都府中丹地方を統括する京都府中丹広域振興局や府北部唯一の舞鶴年金事務所や近畿財務局、検察審査会等が立地、また京都地方裁判所舞鶴支部は北部4支部のなかで唯一、地裁の合議事件、実裁の少年事件を受け持つなど行政・司法の中心地である。
また造船・硝子といった日本でも有数の重厚長大産業の大規模工場も立地しており、雇用都市圏を形成しているとともに、医療先進地として舞鶴医療センター（旧国立舞鶴病院）・舞鶴共済病院・舞鶴赤十字病院・市立舞鶴市民病院・自衛隊舞鶴病院などの大規模病院があり、日常的に近隣市町村のみならず広域からの人口流入が多い。
なお、軍港及び国際貿易港たる舞鶴港を有し、海上自衛隊舞鶴地方総監部や第八管区海上保安本部、国土交通省舞鶴港湾事務所など日本海広域を指揮監督する海事機関があるのも特徴の1つである。

## 近年の動向
都市圏の中心地となる舞鶴市は長らく軍事・行政の中心都市としての位置づけられてきたが、近年においては商業都市としても発展しつつある。2011年現在、北近畿では最大規模（売場面積：15,932 m2）の総合ショッピングセンター「らぽーる」（平成7年開業）や「バザールタウン舞鶴」（同11,874 m2、平成12年開業）、さとう舞鶴店（同7,703 m2）などが大型商業施設が立地、また通称「白鳥通り」や国道27号を中心にニトリ舞鶴店（同3,468 m2、平成25年開業）、ヤマダ電機テックランド舞鶴店（同2,663 m2、平成25年開業）、ベストワン舞鶴店（同2,396 m2、平成8年開業）や100満ボルト舞鶴店（同1,589 m2、平成8年開業）など郊外型大型店や洋服の青山やオートバックス、アベイル、スシロー、丸亀製麺、コメダ珈琲店などロードサイド型店舗などが多数立地し、福井県若狭地方や丹後地方からの近隣からの流入も増加している。
また東舞鶴駅周辺にもケーズデンキ東舞鶴店（同4,000 m2、平成25年開業）やココス東舞鶴店、イエローハット東舞鶴店が立地している。
商業統計に見る小売業の年間商品販売額は府北部では最大であり、京都府下でも京都市、宇治市に次いで第3位と行政都市圏としてだけではなく、商業都市圏としての一面も垣間見られる。
なお工業に関しては倉谷工業団地にケンコーマヨネーズ西日本工場や和幸産業舞鶴工場が進出するなど明るい話題がある一方、大和紡績舞鶴工場が生産を中止するなどあり、工業統計における生産高も一進一退である。今後は国際貿易港たる舞鶴港を中心とした産業育成を急がれている。

## 産業
日本海側でも有数の国際貿易港の舞鶴港を中心に重厚長大産業から成る。工業製品出荷高は舞鶴市が約2,200億円となっている。

### 主な立地企業

#### 商業
- エール（らぽーる）東舞鶴店
- バザールタウン舞鶴
- 無印良品エール東舞鶴店
- ヤマダ電機テックランド舞鶴店
- ニトリ舞鶴店
- ケーズデンキ東舞鶴店
- アルペン舞鶴店

- さとう舞鶴店
- フクヤ白鳥店など舞鶴市内に7店舗
- にしがき福来店など舞鶴市内に3店舗
- 三ツ丸ストアー余内店など舞鶴市内に6店舗
- 100満ボルト舞鶴店
- ジャパン舞鶴店
- アベイル舞鶴店

#### 大型商業立地の沿革
- 1995年（平成7年） - 平和堂系列の「エール東舞鶴店」開業。
- 1996年（平成8年） - ベストワン舞鶴店、出店（2008年閉店）。
- 1996年（平成8年） - 100満ボルト舞鶴店、出店。
- 2000年（平成12年） - さとう系列の「バザールタウン舞鶴」開業。
- 2008年（平成20年） - にしがき系列の「グランシーズ東舞鶴店」開業。
- 2013年（平成25年） - ニトリ舞鶴店、ヤマダ電機テックランド舞鶴店が入居する「舞鶴ショッピングセンター」開業。
- 2013年（平成25年） - ケーズデンキ東舞鶴店を中核とした商業施設「JR東舞鶴駅NKビル」開業。
- 2015年（平成27年） - アルペン舞鶴店、GOLF5舞鶴店、出店。
- 2015年（平成27年） - アベイル舞鶴店、出店。
- 2016年（平成28年） - しまむら西舞鶴店、出店。
- 2018年（平成30年） - ジュンテンドーがユニクロ、西松屋などが入居する「ジュンテンドーモール」開業。
- 2020年（令和2年） - 東京靴流通センター西舞鶴店、出店。
- 2024年（令和6年） - 北近畿最大となる無印良品、出店。

#### 工業

##### 舞鶴市
- ジャパン マリンユナイテッド舞鶴事業所
- 日立造船舞鶴事業所
- 日本板硝子舞鶴事業所
- 大和紡績舞鶴工場
- 林ベニア産業舞鶴工場
- カンネツ舞鶴工場
- 日之出化学工業舞鶴工場
- エナミ精機舞鶴工場
- 日本特殊産業舞鶴事業所
- ケンコーマヨネーズ西日本工場
- Hitzハイテクノロジー東舞鶴事業所
- ベルテックス舞鶴工場
- ジャパンマリンユナイテッドディフェンス本社工場

##### 高浜町
- Hitzハイテクノロジー若狭工場

- 新菱冷熱工業高浜工場・若狭センター

### 企業立地の沿革
1990年以降、舞鶴市及び高浜町では積極的な企業誘致を行っており、ここ20年間で13社が進出ないし進出を表明している。逆に進出した3社が工場閉鎖及び生産を休止させており、必ずしも順風満帆とは言えない状況である。ただ高浜町の工業団地は完売しており、現在は舞鶴市が残りの工業団地や工場閉鎖跡地などへの企業誘致を行っている。
- 1990年（平成2年）4月 - キリンビバレッジ（舞鶴／倉谷工業団地）進出
- 1991年（平成3年）3月 - 高木製材製函（舞鶴／平工業団地）経営破たん、工場閉鎖
- 1993年（平成5年）10月 - 資生堂（舞鶴／倉谷工業団地）進出
- 2004年（平成16年）12月 - 日本交通（舞鶴／喜多工業団地）進出
- 2006年（平成18年）4月 - Hitzハイテクノロジー（高浜／高森工業団地）進出
- 2006年（平成18年）8月 - 関西電力舞鶴発電所（舞鶴）進出
- 2007年（平成19年）9月 - ダイワボウマテリアル（舞鶴）が火災、工場閉鎖
- 2007年（平成19年）11月 - ケンコーマヨネーズ（舞鶴／倉谷工業団地）進出
- 2008年（平成20年）10月 - ベルテックス（舞鶴／喜多工業団地）進出
- 2009年（平成21年）10月 - カンネツ（舞鶴／平工業団地）進出
- 2010年（平成22年）夏頃 - クリーンエナジーファクトリー（舞鶴／舞鶴国際ふ頭）進出
- 2011年（平成23年）10月 - 和幸産業（舞鶴／喜多工業団地）進出
- 2012年（平成24年）4月 - 日本サルベージサービス（舞鶴／舞鶴国際ふ頭）進出
- 2013年（平成25年）12月 - キリンビバレッジ（舞鶴／倉谷工業団地）工場閉鎖。
- 2014年（平成26年）10月 - 日本通運（舞鶴／舞鶴国際ふ頭）進出
- 2015年（平成27年）3月 - 京都大和（舞鶴／倉谷工業団地）進出
- 2018年（平成30年）8月 - 和幸産業（舞鶴／喜多工業団地）工場増設
- 2019年（平成31年）4月 - ケンコーマヨネーズ（舞鶴／倉谷工業団地）工場増設
- 2021年（令和3年）6月 - ジャパンマリンユナイテッド舞鶴事業所の商船部門縮小
- 2022年（令和4年）5月 - 日本インパクト（舞鶴／倉谷工業団地）進出
- 2023年（令和5年）8月 - 伊藤商店（舞鶴／平工業団地）進出

### 都市雇用圏（10% 通勤圏）の変遷
金本良嗣・徳岡一幸によって提案された都市圏。細かい定義等は都市雇用圏に則する。一般的な都市圏の定義については都市圏を参照のこと。
ただし、三菱UFJリサーチ＆コンサルティング株式会社による調査（2005年）だと、高浜町は含まずに舞鶴市単独の都市圏となっている。
| 府県   | 自治体 ('80) | 1980年                 | 1990年                 | 1995年                 | 2000年                 | 2005年                 | 2010年                | 2015年                | 2020年                | 自治体 （現在） |
| ------ | ------------ | ---------------------- | ---------------------- | ---------------------- | ---------------------- | ---------------------- | --------------------- | --------------------- | --------------------- | --------------- |
| 京都府 | 舞鶴市       | 舞鶴 都市圏 10万9383人 | 舞鶴 都市圏 10万8684人 | 舞鶴 都市圏 10万6973人 | 舞鶴 都市圏 10万6154人 | 舞鶴 都市圏 10万3363人 | 舞鶴 都市圏 9万9731人 | 舞鶴 都市圏 9万4586人 | 舞鶴 都市圏 9万0662人 | 舞鶴市          |
| 福井県 | 高浜町       | 舞鶴 都市圏 10万9383人 | 舞鶴 都市圏 10万8684人 | 舞鶴 都市圏 10万6973人 | 舞鶴 都市圏 10万6154人 | 舞鶴 都市圏 10万3363人 | 舞鶴 都市圏 9万9731人 | 舞鶴 都市圏 9万4586人 | 舞鶴 都市圏 9万0662人 | 高浜町          |

## その他の北近畿の都市圏
北近畿地方は兵庫県北部・京都府北部の1府1県にまたがり、東西の繋がりは極めて希薄である。そのため舞鶴都市圏の他にも福知山市を中心とする福知山都市圏、兵庫県但馬地方の中心都市である豊岡市を中核とする豊岡都市圏などがあり、それぞれ独立して商圏を維持している。